# Jorge Eduardo
Jorge Eduardo Pedro Júnior, meglio noto come Jorge Eduardo (San Paolo, 8 settembre 1994), è un calciatore brasiliano, attaccante del Tauras.

## Carriera
Nella stagione 2014 ha giocato 8 partite nel Brasileirão con la maglia del Santos.

## Statistiche

### Presenze e reti nei club
Statistiche aggiornate al 29 aprile 2022.
| Stagione             | Squadra              | Campionato           | Campionato | Campionato | Coppe nazionali | Coppe nazionali | Coppe nazionali | Coppe continentali | Coppe continentali | Coppe continentali | Altre coppe | Altre coppe | Altre coppe | Totale | Totale |
| Stagione             | Squadra              | Comp                 | Pres       | Reti       | Comp            | Pres            | Reti            | Comp               | Pres               | Reti               | Comp        | Pres        | Reti        | Pres   | Reti   |
| -------------------- | -------------------- | -------------------- | ---------- | ---------- | --------------- | --------------- | --------------- | ------------------ | ------------------ | ------------------ | ----------- | ----------- | ----------- | ------ | ------ |
| 2013                 | Audax                | A2/SP                | 1          | 0          |                 | -               | -               |                    | -                  | -                  |             | -           | -           | 1      | 0      |
| 2014                 | Santos               | A                    | 8          | 0          | CB              | 3               | 0               |                    | -                  | -                  |             | -           | -           | 11     | 0      |
| 2016                 | Grêmio Osasco        | A3/SP                | 3          | 2          |                 | -               | -               |                    | -                  | -                  |             | -           | -           | 3      | 2      |
| 2017                 | Grêmio Osasco        | A3/SP                | 15         | 3          |                 | -               | -               |                    | -                  | -                  |             | -           | -           | 15     | 3      |
| Totale Grêmio Osasco | Totale Grêmio Osasco | Totale Grêmio Osasco | 18         | 5          |                 | -               | -               |                    | -                  | -                  |             | -           | -           | 18     | 5      |
| 2018                 | ABC                  | PD/RN+C              | 10+5       | 4+0        | CB              | 1               | 0               |                    | -                  | -                  | CdN         | 5           | 1           | 21     | 5      |
| 2019                 | Ferroviária          | A1/SP+D              | 6+6        | 0          |                 | -               | -               |                    | -                  | -                  |             | -           | -           | 12     | 0      |
| 2020                 | Portuguesa           | A2/SP                | 9          | 1          |                 | -               | -               |                    | -                  | -                  |             | -           | -           | 9      | 1      |
| 2021                 | Audax                | A2/SP                | 2          | 0          |                 | -               | -               |                    | -                  | -                  |             | -           | -           | 2      | 0      |
| 2022                 | Džiugas Telšiai      | A                    | 10         | 2          | CL              | 0               | 0               |                    | -                  | -                  |             | -           | -           | 10     | 2      |
| Totale carriera      | Totale carriera      | Totale carriera      | 80         | 12         |                 | 4               | 0               |                    | -                  | -                  |             | 5           | 1           | 89     | 13     |

## Palmarès

### Club

#### Competizioni statali
- Copa Paulista: 1

Ferroviária: 2017
- Campionato Potiguar: 1

ABC: 2018